# Lewis Morgan
Lewis Morgan (Greenock, 1996. szeptember 30. –) skót válogatott labdarúgó, az amerikai New York Red Bulls csatára.

## Pályafutása

### Klubcsapatokban
Morgan a skóciai Greenock városában született. Az ifjúsági pályafutását a Rangers csapatában kezdte, majd 2013-ban a St. Mirren akadémiájánál folytatta. 
2014-ben mutatkozott be a St. Mirren első osztályban szereplő felnőtt csapatában. 2014. szeptember 27-én, a Celtic ellen hazai pályán 2–1-re elvesztett ligamérkőzésen debütált. A 2014–15-ös szezonban kiestek a másodosztályba. 
2018. január 5-én a Celtichez igazolt. Pár nappal később kölcsönben visszatért a St. Mirrenhez, amellyel a szezon végén újra feljutott a Premiershipbe. A Celtic színeiben először 2018. július 10-én, az Alashkert ellen idegenben 3–0-ra megnyert Bajnokok Ligája-selejtezőn, csereként lépett pályára. A 2019–20-as szezon második felében kölcsönben az angol Sunderland csapatát erősítette.
2020 januárjában az észak-amerikai első osztályban érdekelt Inter Miamihoz igazolt. Először a 2020. március 1-jei, Los Angeles elleni mérkőzésen lépett pályára. Első két gólját szeptember 10-én, az Atlanta United ellen 2–1-re megnyert találkozón szerezte.
2021. december 12-én két éves szerződést kötött a New York Red Bulls együttesével. Február 27-én, a San Jose Earthquakes elleni mérkőzésen debütált és egyben egy gólpasszt is kiosztott. A következő fordulóban a Toronto ellen idegenben 4–1-re megnyert találkozón mesterhármast szerzett.

### A válogatottban
Morgan 2017-ben debütált a skót U21-es válogatottban. Először a 2017. március 28-ai, Észtország elleni mérkőzésen lépett pályára. Első gólját 2018. március 23-án, Andorra ellen 1–1-es döntetlennel zárult EB-selejtezőn szerezte.
2018-ban mutatkozott be a skót válogatottban. 2018. május 30-án, a Peru elleni mérkőzés 72. percében Matt Phillips cseréjeként debütált. Pályára lépett még a június 3-ai, Mexikó elleni barátságoson is.

## Statisztikák
2024. július 31. szerint
| Klub               | Szezon   | Osztály              | Bajnokság | Bajnokság | Kupa  | Kupa | Nemzetközi | Nemzetközi | Összesen | Összesen |
| Klub               | Szezon   | Osztály              | Meccs     | Gól       | Meccs | Gól  | Meccs      | Gól        | Meccs    | Gól      |
| ------------------ | -------- | -------------------- | --------- | --------- | ----- | ---- | ---------- | ---------- | -------- | -------- |
| St. Mirren         | 2014–15  | Premiership          | 7         | 0         | 0     | 0    | —          | —          | 7        | 0        |
| St. Mirren         | 2015–16  | Championship         | 18        | 1         | 1     | 0    | —          | —          | 19       | 1        |
| St. Mirren         | 2016–17  | Championship         | 33        | 6         | 10    | 4    | —          | —          | 43       | 10       |
| St. Mirren         | 2017–18  | Championship         | 35        | 14        | 7     | 4    | —          | —          | 42       | 18       |
| Celtic             | 2018–19  | Scottish Premiership | 9         | 0         | 1     | 0    | 3          | 0          | 13       | 0        |
| Celtic             | 2019–20  | Scottish Premiership | 5         | 0         | 3     | 0    | 10         | 2          | 18       | 2        |
| Sunderland         | 2018–19  | League One           | 20        | 1         | 2     | 1    | —          | —          | 22       | 2        |
| Inter Miami        | 2020     | MLS                  | 24        | 5         | 0     | 0    | —          | —          | 24       | 5        |
| Inter Miami        | 2021     | MLS                  | 34        | 2         | 0     | 0    | —          | —          | 34       | 2        |
| New York Red Bulls | 2022     | MLS                  | 33        | 15        | 4     | 3    | —          | —          | 37       | 18       |
| 2023               | 5        | MLS                  | 0         | 0         | 0     | 1    | 0          | 6          | 0        |          |
| 2024               | 21       | MLS                  | 12        | 0         | 0     | 2    | 0          | 23         | 12       |          |
| Összesen           | Összesen | Összesen             | 244       | 56        | 28    | 12   | 16         | 2          | 288      | 70       |

### A válogatottban
| Válogatott | Év       | Pályára lépés | Gól |
| ---------- | -------- | ------------- | --- |
| Skócia     | 2018     | 2             | 0   |
| Skócia     | 2024     | 5             | 0   |
| Összesen   | Összesen | 7             | 0   |

## Sikerei, díjai
St. Mirren
- Championship
  - Feljutó (1): 2017–18

 Celtic
- Skót Ligakupa
  - Győztes (2): 2018–19, 2019–20

 Sunderland
- Football League Trophy
  - Döntős (1): 2018–19

 New York Red Bulls
- MLS
  - Döntős (1): 2024